# Palacio Caprara
El Palacio Caprara, también llamado Palacio Galliera, es un palacio urbano de estilo renacentista situado en el centro de Bolonia, región de Emilia-Romaña, Italia.

## Historia y descripción
El palacio fue encargado por Girolamo Caprara, y la tradición sostiene que el trazado primario, completado en 1603, se debe al arquitecto Francesco Terribilia. Las posteriores remodelaciones en 1705 fueron realizadas por Giuseppe Antonio Torri y su alumno Alfonso Torreggiani. La planta noble, con una gran escalera de entrada atribuida a Antonio Laghi, tiene frescos de Petronio y su hijo, Pietro Paltronieri (llamado il Mirandolese), Vittorio Maria Bigari (1720 c.), y Bernardo Minozzi. En 1805 Napoleón se hospedó en el edificio y más tarde lo adquirió.
Una de las galerías llegó a tener una "cuadratura" de Ercole Graziani. A la derecha del palacio se situaba una pequeña capilla con obras de Fortuzzi Speziali, Carlo Cignani, Giuseppe Marchesi, Vittorio Bigari, Angelo Pio y Antonio Pavona.